# 僧帽蚤
僧帽溞（学名：Daphnia cucullata）为溞科溞属的动物。分布于西起英国东至日本这一地带以北的区域以及中国大陆的江苏、安徽、四川、山东、云南等地，属于湖泊与水库敞水区的浮游种类。其嗜寒性，有时也出现在流速不大的江河与池塘中。